# Claudio Alvargonzález Sánchez
Claudio Alvargonzález Sánchez (Gijón, 9 de agosto de 1816 - Gijón, 21 de agosto de 1896) fue un marino español conocido como el «Héroe de Abtao», por su actuación en el combate homónimo, durante la Guerra hispano-sudamericana.

## Biografía
Alvargonzález nació en la actual Plaza Mayor, número 22 de Gijón en el seno de una familia de marineros. Hijo de Mateo Alvargonzález Pérez de la Sala -piloto y dueño de una incipiente industria conservera-  y Josefa Sánchez García-Jove. Estudió en el Instituto Jovellanos de la misma ciudad obteniendo el título de piloto. El 2 de julio de 1835 ingresó en el cuerpo de guardiamarinas perteneciente a la Escuela de Ferrol. 
Durante la Primera Guerra Carlista participó en distintas batallas navales libradas en el Cantábrico, ascendiendo al grado de Teniente de Navío. En 1855 fue ascendido a Capitán de Fragata y destinado a Santander. Permanece tres años en aquella ciudad, ocupando el cargo de Comandante de plaza. En 1861 es nuevamente ascendido, obteniendo el grado de capitán de navío.
El 20 de diciembre de 1864 se unió a la Escuadra del Pacífico, participando en la Guerra hispano-sudamericana. Durante este conflicto, dirigió la primera expedición a Chiloé con el objetivo de localizar a la escuadra combinada chileno-peruana, flota a la que se enfrentaría el 7 de febrero, sin resultados concluyentes. Participó, más tarde, en el bombardeo de Valparaíso (Chile) y en el combate del Callao (Perú). Tras este último enfrentamiento, regresaría a España con el resto de la escuadra española. 
Por los méritos en combate, el 29 de julio de 1886 se dictó una Real Orden por la que se le ascendió a brigadier.
Durante los disturbios al ser destronada la Reina Isabel II, es requerido por las autoridades constituidas en Junta Revolucionaria para intervenir ante el pueblo exaltado. Es nombrado Alcalde de Gijón el 11 de octubre de 1868 y 3 días después se forma la nueva Junta Municipal, que será presidida por Nemesio Sanz Crespo.
Una vez jubilado se retiró a su ciudad natal, donde pasó los últimos años de su vida. Falleció allí el 21 de agosto de 1896.

## Condecoraciones

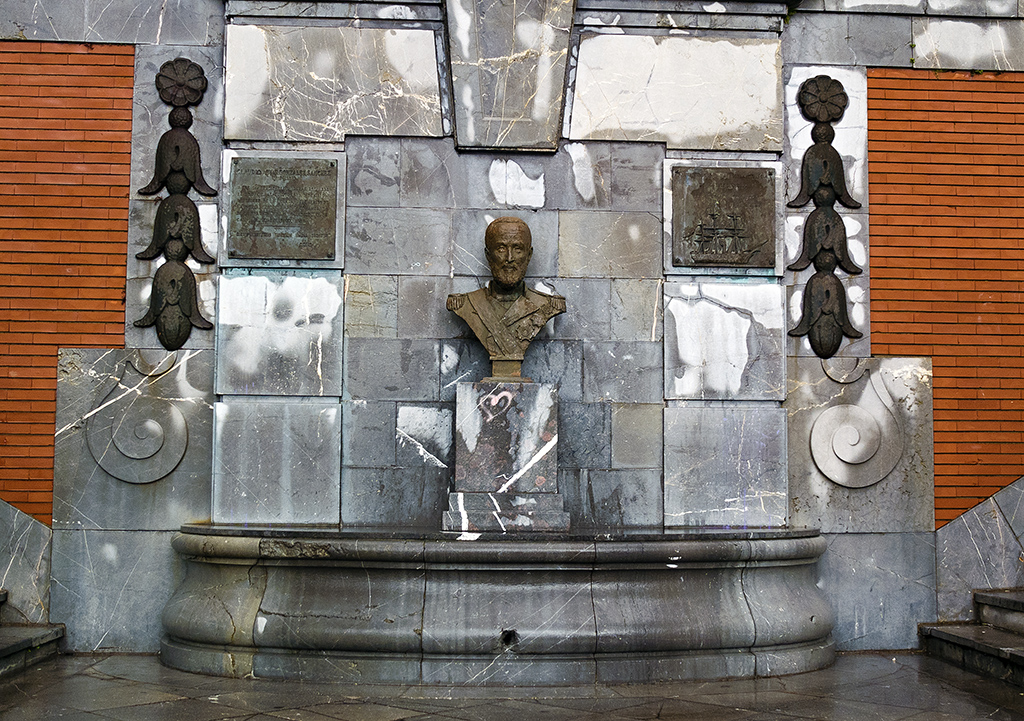
Monumento situado en la ciudad de Gijón (España)

Durante su carrera de marino recibió las siguientes condecoraciones:
- Gran cruz de la Orden de Isabel la Católica, el título de Benemérito de la Patria.
- Gran cruz de la Orden de San Hermenegildo.
- El Ayuntamiento de Gijón nombró una calle en su honor.